# Barbara Hlibowicka-Węglarz
Barbara Helena Hlibowicka-Węglarz – polska luzofonistka, profesor nadzwyczajny na Uniwersytecie Marii Curie-Skłodowskiej w Lublinie.

## Życiorys
Ukończyła filologię romańską na Uniwersytecie Wrocławskim. Pod kierunkiem prof. Stanisława Karolaka przygotowała rozprawę doktorską Les équivalents français et portugais de l´instrumental polonais en fonction d´argument propositionnel, którą obroniła w 1986. W 1999 habilitowała z nauk humanistycznych w zakresie językoznawstwa romańskiego na podstawie rozprawy Processos de expressão do aspecto na língua portuguesa, za którą otrzymała indywidualną Nagrodę Ministra Edukacji Narodowej. Była to pierwsza w Polsce rozprawa habilitacyjna poświęcona językowi portugalskiemu, napisana w języku portugalskim.
W pracy naukowej interesuje się modelami semantyczno-syntaktycznymi języków naturalnych, środkami reprezentacji kategorii aspektu w języku portugalskim, obecnością języka portugalskiego w świecie oraz problematyką języków kreolskich uformowanych na bazie leksykalnej języka portugalskiego. Niektóre z publikacji mają charakter analizy porównawczej (język portugalski, francuski vs polski). Publikuje w Polsce, Portugalii, Brazylii, Czechach, Niemczech, Chinach, Bułgarii.
Pełniła różne funkcje administracyjne w UMCS: od 2004 – kierowniczka Zakładu Języka i Kultury Portugalskiej w IFR UMCS, w latach 2004–2007 – dyrektorka Instytutu Filologii Romańskiej UMCS, w latach 2008–2012 - prodziekan Wydziału Humanistycznego UMCS, od 2012 – prorektor ds. Kształcenia. Od 2005 jest dyrektorką Centrum Języka Portugalskiego Instytutu Camõesa przy UMCS. Stworzyła w UMCS ośrodek studiów luzytanistycznych i uczyniła go ośrodkiem liczącym się wśród ośrodków studiów iberystycznych w Polsce i poza jej granicami.
W latach 1992–1995 brała udział w programie Tempus Studia hispanistyczne i portugalskie. W latach 2000–2006 była profesor nadzwyczajną Uniwersytetu Warszawskiego. Jest członkinią rad redakcyjnych czasopism naukowych w Polsce, między innymi Estudios Hispanicos, Kwartalnika Neofilologicznego oraz członkinią stowarzyszeń naukowych polskich i zagranicznych.

## Odznaczenia
Za osiągnięcia w pracy naukowej, dydaktycznej i administracyjnej otrzymała wiele nagród i odznaczeń, m.in. Złoty Krzyż Zasługi w 1999, Medal Komisji Edukacji Narodowej w 2004 i Indywidualną Nagrodę Ministra Edukacji Narodowej w 2000.
8 listopada 2007 Ambasador Federacyjnej Republiki Brazylii w Polsce Marcelo Jardim mianował Barbarę Hlibowicką-Węglarz konsul honorową Brazylii w Lublinie. 
W 2008 została odznaczona portugalską komandorią Orderu Zasługi.
W 2018 otrzymała brazylijski krzyż kawalerski Orderu Rio Branco.

## Publikacje
- Portugal Contemporâneo (1984)
- Processos de expressao do aspecto na lingua portuguesa (1998) - nagroda indywidualna Ministra Edukacji
- Język portugalski w świecie wczoraj i dziś (2003)